# Козлов Андрій Валерійович
Андрій Валерійович Козлов (26 січня 1970, Львів) — доктор історичних наук, професор, завідувач кафедри комунікаційного менеджменту, реклами та зв'язків з громадськістю Інституту журналістики, комунікації та медіаосвіти Московського педагогічного державного університету, полковник (2007 рік), член Спілки журналістів Росії (2002 рік), член Спілки письменників Росії (2005 рік), головний редактор журналу «Актуальні проблеми міжнародного гуманітарного права та ЗМІ» (2016 рік).

## Освіта
- 1988 року закінчив Львівську республіканську спеціальну школу з поглибленим вивченням мови та посиленою військово-фізичною підготовкою.
- 1992 року закінчив Львівське вище військово-політичне училище за спеціальністю «Журналістика».

Військову службу проходив у редакції щоденної газети групи радянських військ у Німеччині «Наследник Победы», редакції щотижневої газети 14-ї гвардійської армії «Солдат Отечества», а також на посадах, пов'язаних із педагогічною діяльністю.
- 2000 рік — закінчив Придністровський державний університет імені Тараса Шевченка за спеціальністю «Юриспруденція»
- 2004 рік — закінчив очну ад'юнктуру Військового університету Міноборони Росії на кафедрі журналістики, кандидат історичних наук.
- 2009 рік — доцент по кафедрі журналістики,
- 2009 рік — доктор історичних наук.
- 2013 — професор по кафедрі теорії та історії журналістики.

## Нагороди
Нагороджений медаллю ордену «За заслуги перед Вітчизною» ІІ ступеня, 10 медалями Російської Федерації, Киргизії, Монголії та Придністров'я.
- Лауреат Всеросійської літературної премії імені О. В. Суворова (2013).
- Лауреат літературного конкурсу МВС Росії (2016).
- Лауреат премії МВС Росії у галузі літератури, мистецтва, науки та техніки (2017 рік).

### Основні наукові видання
- Історія періодичного друку Збройних Сил Росії у 1992—2000 роках (монографія, кандидатська дисертація). — Москва: Військовий університет, 2004 рік;
- Історія радянської військової журналістики (1945—1991 рр..) (Монографія, докторська дисертація). — Москва: «На бойовому посту», 2007 рік;
- Радянський військовий періодичний друк у 1945—1991 роках. (Монографія). — Москва: Військовий університет, 2008 рік;

### Публіцистика
- Арзамаскін Ю. Н., Козлов А. В. та ін. Генерал армії Борис Снетков. Портрет без ретушування. [Текст]/А. В. Козлов. М.: «Тактика», 2005. 112 с. ISBN 5-902523-02-8
- Вони охороняли Шпандау (2006)
- Адвокати диявола. Хто і як фальсифікує історію озброєного націоналістичного підпілля на Західній Україні у 40-50-х роках ХХ століття (2012 рік)
- Волинська різанина: українсько-польське збройне протистояння у 1943—1944 роках. (2012 рік)
- Халхін-Гол. Серпень 1939. (2013)
- Вся правда про Українську повстанську армію (УПА) (2014 рік)
- Історія вооруженного націоналістичного підпілля на Західній Україні в 40-50-х роках ХХ століття: способи і напрями фальсифікації. Москва: Військовий університет, 2014 рік.
- Козлов А. В., Чорнобривий В. Н. Нескорене Придністров'я. Уроки воєнного конфлікту. Москва, «Віче», 2015 рік
- Клімов А. А., Козлов А. В. Війська НКВС проти ОУН-УПА. Москва: Віче, 2015 рік. ISBN 978-5-4444-3548-9
- Козлов А. Ст, Саліхов А. Ш. Героям Халхін-Гола. 75 років державна нагорода Монголії. Москва: Військовий університет, 2015 рік. ISBN 978-5-4369-0035-3
- Генерал армії Іван Єфремов. Автопортрет на тлі епохи / Автори-упорядники А. В. Козлов, А. Ш. Саліхов. М: ІД «Критерій», 2015 рік. 192 с. ISBN 978-5-904335-13-7
- Клімов О. О., Козлов О. В. Внутрішні війська проти українських націоналістів. Москва: Військовий університет, 2016 рік. 176 с. ISBN 978-5-85735-169-7
- Велика Вітчизняна війна. 1941—1945. Документи та матеріали. Том VII. Визволення України. Москва: «Ретроспектива», 2015 рік. ISBN 978-5-9907259-2-8

### Для дітей
- Козлов А. В. Бджоли та ведмідь. М.: «Раритет», 2012. ISBN 978-5-85735-242-7
- Козлов А. В. Урок на все життя. М.: «Раритет», 2013. ISBN 978-5-85735-244-1
- Козлов А. В. Як ведмідь став шатуном. М.: «Раритет», 2013. ISBN 978-5-85735-243-4
- Козлов А. В. Добрі сусіди. М.: «Раритет», 2014. ISBN 978-5-85735-244-1